# Emblema de la República Democrática Alemana
El emblema de la República Democrática Alemana estaba constituido por un martillo y un compás rodeados por un anillo de espigas de centeno. El martillo representaba a los trabajadores industriales, el compás a la intelectualidad y el centeno a los agricultores. Los primeros diseños incluían únicamente el martillo y el anillo de centeno, expresando que la República Democrática Alemana (RDA) era un Estado socialista "de obreros y campesinos", tal como establecía la Constitución. Luego se añadió un compás, pero sin fondo rojo. Ese fondo rojo se añadió en 1955.

## Historia
La primera versión fue adoptada en 1950, apenas unos meses después de la fundación de la República Democrática Alemana. Pero incluso el presidente del Consejo de Ministros, Otto Grotewohl, opinaba que este primer emblema no representaba la naturaleza de la RDA.

Emblema de la Stasi.

La versión definitiva fue adoptada como emblema estatal de la RDA mediante ley de la Cámara del Pueblo del 26 de septiembre de 1955 y agregado a la bandera nacional por ley del 1 de octubre de 1959. El mismo emblema, rodeado por dos ramas de olivo, servía como escudo de armas del Ejército Popular Nacional (NVA, Nationale Volksarmee), y rodeado de una estrella blanca de doce puntas era el distintivo de la Policía Popular o Volkspolizei. El escudo fue abolido oficialmente el 31 de mayo de 1990 durante el gobierno de transición surgido luego de las primeras elecciones multipartidistas.
La exhibición pública del emblema fue considerada inconstitucional en Alemania Occidental y Berlín Occidental durante algunos años, siendo prohibida por la policía. En 1969 el gobierno alemán occidental de Willy Brandt revirtió esta política en lo que se conoció como Ostpolitik, un acercamiento de la República Federal a la República Democrática.
En 2004, un intento de registrar como marca el emblema de la RDA por parte de un comerciante alemán fue aprobado por la Oficina Alemana de Patentes; pero en 2008 fue denegado con el argumento de que era un símbolo ofensivo.

## Galería

Emblema de la RDA (1950-1953).
Emblema de la RDA (1953-1955).
Emblema de la RDA (1955-1990).
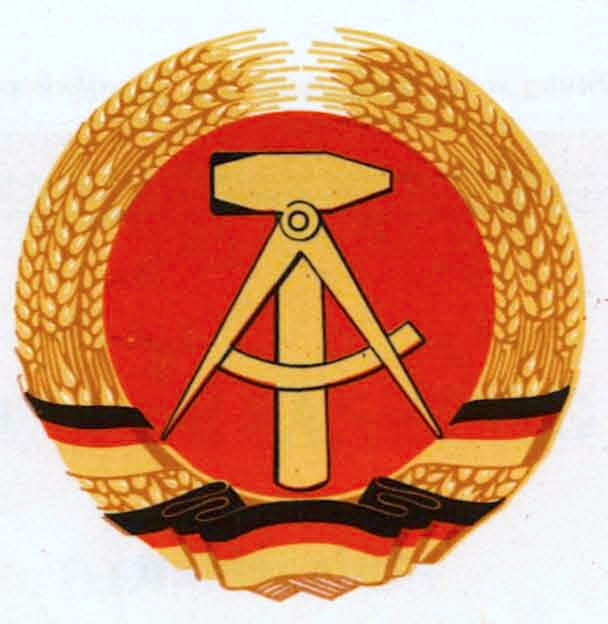
Emblema de la RDA, en una versión de 1955.
Versión estilizada del Emblema.
Emblema de la Policía.